# Ваттвіль (Санкт-Галлен)
Ваттвіль (нім. Wattwil) — громада  в Швейцарії в кантоні Санкт-Галлен, виборчий округ Тоггенбург.

## Географія
Громада розташована на відстані близько 130 км на схід від Берна, 29 км на південний захід від Санкт-Галлена.
Ваттвіль має площу 51,2 км², з яких на 7,8% дозволяється будівництво (житлове та будівництво доріг), 52,4% використовуються в сільськогосподарських цілях, 37,6% зайнято лісами, 2,1% не є продуктивними (річки, льодовики або гори).

## Демографія
2019 року в громаді мешкало 8761 особа (+4,5% порівняно з 2010 роком), іноземців було 24,6%. Густота населення становила 171 осіб/км².
За віковим діапазоном населення розподілялося таким чином: 20,1% — особи молодші 20 років, 58% — особи у віці 20—64 років, 21,9% — особи у віці 65 років та старші. Було 3768 помешкань (у середньому 2,3 особи в помешканні).
Із загальної кількості 4858 працюючих 335 було зайнятих в первинному секторі, 1553 — в обробній промисловості, 2970 — в галузі послуг.